# Taça de Portugal 1950-1951
La Taça de Portugal 1950-1951 fu la 11ª edizione della Coppa di Portogallo. La squadra vincitrice fu il Benfica (secondo titolo consecutivo e quinto in assoluto) che riuscì a battere nella finale del 10 giugno 1951 l'Académica allo Stadio nazionale di Jamor.

## Squadre partecipanti
In questa edizione erano presenti tutte le 14 squadre di Primeira Divisão e il Marítimo come campione di Madera.

### Primeira Divisão

#### 14 squadre
| - Académica - Atlético CP - Belenenses - Benfica - Boavista | - Braga - Covilhã - Estoril Praia - Olhanense - Oriental Lisbona | - Porto - Sporting Lisbona - Vitória Guimarães - Vitória Setúbal |

### Altra partecipante
- Marítimo

## Primo Turno
|                  | Risultato |                   | Andata | Ritorno | Spareggio |  |
| ---------------- | --------- | ----------------- | ------ | ------- | --------- |  |
| Vitória Setúbal  | 3 - 4     | Vitória Guimarães | 2 - 1  | 1 - 3   |           |  |
| Sporting Lisbona | 1 - 2     | Belenenses        | 0 - 0  | 1 - 2   |           |  |
| Olhanense        | 1 - 11    | Porto             | 0 - 0  | 1 - 11  |           |  |
| Oriental Lisbona | 5 - 6     | Académica         | 2 - 3  | 3 - 3   |           |  |
| Boavista         | 2 - 8     | Estoril Praia     | 1 - 5  | 1 - 3   |           |  |
| Benfica          | 9 - 6     | Covilhã           | 4 - 1  | 5 - 5   |           |  |
| Atlético CP      | 2 - 2     | Braga             | 2 - 1  | 0 - 1   | 3 - 0     |  |

## Quarti di finale
|               | Risultato |                   | Andata | Ritorno |  |
| ------------- | --------- | ----------------- | ------ | ------- |  |
| Estoril Praia | 0 - 3     | Atlético CP       | 0 - 3  | 0 - 0   |  |
| Benfica       | 5 - 1     | Marítimo          | 3 - 0  | 2 - 1   |  |
| Belenenses    | 2 - 0     | Porto             | 2 - 0  | 0 - 0   |  |
| Académica     | 3 - 1     | Vitória Guimarães | 3 - 1  | 0 - 0   |  |

## Semifinali
|             | Risultato |           | Andata | Ritorno |  |
| ----------- | --------- | --------- | ------ | ------- |  |
| Belenenses  | 3 - 6     | Académica | 3 - 3  | 0 - 3   |  |
| Atlético CP | 3 - 6     | Benfica   | 3 - 5  | 0 - 1   |  |

## Finale
| Arbitro: | Paulo de Oliveira (Santarém) |

|           |           |                                    |
| Macedo 1’ | Marcatori | 13’ Arsénio 7’, 55’, 63’, 77’ Pipi |

| Académica | Benfica |

### Formazioni
| Académica       |   |                |
|                 |   |                |
| POR             | 1 | Manuel Capela  |
| DIF             |   | Joaquim Branco |
| DIF             |   | António Melo   |
| DIF             |   | José Miguel    |
| CEN             |   | Pedro Azeredo  |
| CEN             |   | Mário Torres   |
| ATT             |   | António Bentes |
| ATT             |   | Álvaro Duarte  |
| ATT             |   | Rui Gil        |
| ATT             |   | João Macedo    |
| ATT             |   | Nana ()        |
| Sostituiti:     |   |                |
| Allenatore:     |   |                |
| Oscar Tellechea |   |                |

| Benfica     |   |                       |
|             |   |                       |
| POR         | 1 | José Bastos           |
| DIF         |   | Félix Antunes         |
| DIF         |   | Artur Santos          |
| DIF         |   | Joaquim Fernandes     |
| CEN         |   | Rosário               |
| CEN         |   | Rogério Pipi          |
| CEN         |   | Francisco Moreira     |
| CEN         |   | Eduardo Corona        |
| CEN         |   | Francisco Ferreira () |
| ATT         |   | José Águas            |
| ATT         |   | Arsénio Duarte        |
| Sostituiti: |   |                       |
| Allenatore: |   |                       |
| Ted Smith   |   |                       |